# Masaki Sakamoto
Masaki Sakamoto (født 24. juni 1996) er en japansk fodboldspiller, som spiller for den japanske fodboldklub Kagoshima United FC.